# Tennistoernooi van Washington 2025
Het tennistoernooi van Washington van 2025 werd van 21 tot en met 27 juli 2025 gespeeld op de hardcourtbanen van het William H.G. FitzGerald Tennis Center in Rock Creek Park in de Amerikaanse federale hoofdstad Washington D.C. De officiële naam van het toernooi was Mubadala Citi DC Open.
Het toernooi bestond uit twee delen:
- WTA-toernooi van Washington 2025, het toernooi voor de vrouwen
- ATP-toernooi van Washington 2025, het toernooi voor de mannen

| Washington        | juli 2025 | juli 2025 | juli 2025 | juli 2025 | juli 2025 | juli 2025    | juli 2025    | juli 2025    | juli 2025 |
| Washington        | maa 21    | din 22    | din 22    | woe 23    | don 24    | vrij 25      | vrij 25      | zat 26       | zon 27    |
| ----------------- | --------- | --------- | --------- | --------- | --------- | ------------ | ------------ | ------------ | --------- |
| vrouwenenkelspel  | 1e ronde  | 1e ronde  | 1e ronde  | 2e ronde  | 2e ronde  | kwartfinale  | kwartfinale  | halve finale | finale    |
| vrouwendubbelspel | 1e ronde  | 1e ronde  | 1e ronde  | 1e ronde  | 2e ronde  | halve finale | halve finale | finale       |           |
| mannenenkelspel   | 1e ronde  | 1e ronde  | 2e ronde  | 2e ronde  | 3e ronde  | kwartfinale  | kwartfinale  | halve finale | finale    |
| mannendubbelspel  | 1e ronde  | 1e ronde  | 1e ronde  | 1e ronde  | 2e ronde  | 2e ronde     | 2e ronde     | halve finale | finale    |

ATP-toernooi van Washington‎ – WTA-toernooi van Washington‎

2012 · 2013 · 2014 · 2015 · 2016 · 2017 · 2018 · 2019 · 2020 · 2021 · 2022 · 2023 · 2024 · 2025